# Mohamed Hussein Roble

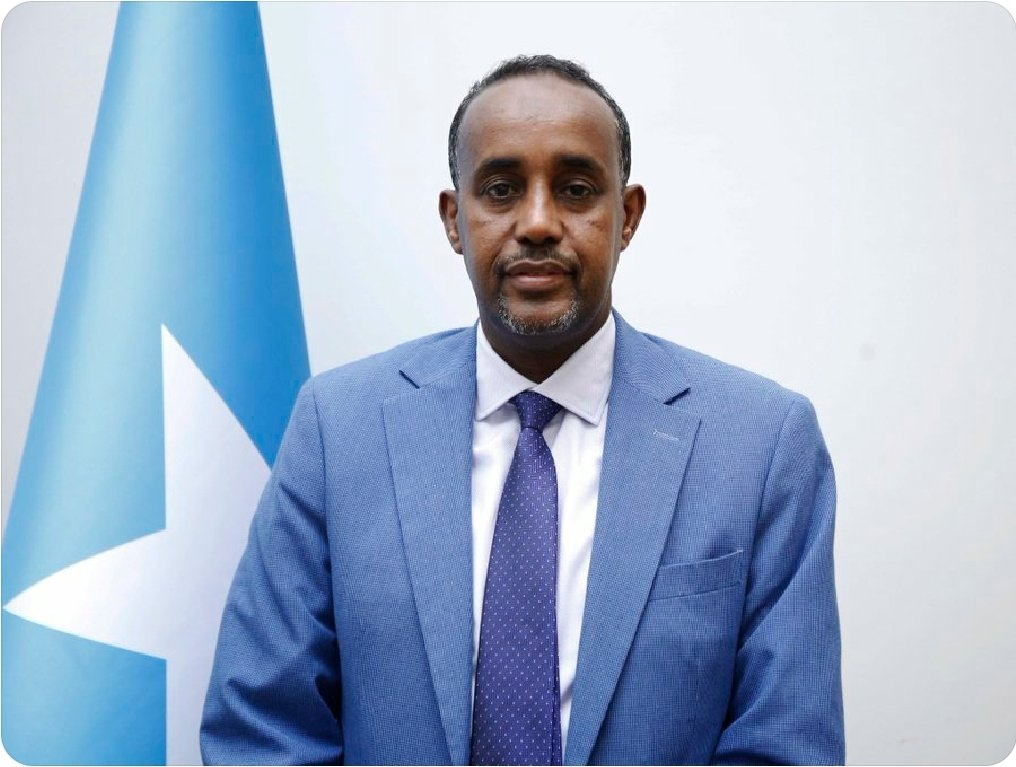
Mohamed Hussein Roble (2020)

Mohamed Hussein Roble (Somali Maxamed Xuseen Rooble; * Oktober 1963 in Hobyo) war vom 23. September 2020 bis zum 27. Dezember 2021 Premierminister von Somalia. Bevor er in die Politik ging, war er Mitglied der Internationalen Arbeitsorganisation und arbeitete als Umweltingenieur. Er besitzt neben der somalischen auch die schwedische Staatsbürgerschaft.

## Biografie
Mohamed Hussein Roble kommt aus der Region Galmudug und entstammt einem Subclan der Hawiya. Er erhielt einen Bachelor of Science in Bauingenieurwesen von der Nationalen Universität Somalias und besuchte später die Königliche Technische Hochschule in Stockholm, wo er einen Master of Arts in Umwelttechnik und Sustainable Engineering erhielt.
Er wurde im September vom Präsidenten Somalias, Mohamed Abdullahi Mohamed, in das Amt des Premierministers berufen. Er wurde am 18. September 2020 nominiert und am 23. September vom föderalen Parlament von Somalia einstimmig bestätigt. In einer Rede vor dem somalischen Parlament stellte er daraufhin seine Agenda vor.
Am 18. Dezember 2020 sollte Roble eine Ansprache in einem Stadion in Gaalkacyo halten. Minuten vor seiner Ankunft sprengte sich ein Selbstmordattentäter außerhalb des Stadions in die Luft und tötete sieben Zivilisten und drei Soldaten.
Im September 2021 beschuldigte Roble Präsident Mohamed Abdullahi Mohamed, Ermittlungen behindert zu haben, die zum Rücktritt des NISA-Chefs führten.
Am 27. Dezember 2021 wurde Roble von Präsident Mohamed Abdullahi Mohamed entlassen, was eine Regierungskrise auslöste. Mohamed warf Roble Korruption und Amtsmissbrauch vor. Roble habe Land, das der somalischen Armee gehöre, für persönliche Zwecke beschlagnahmt. Das Büro Robles wies die Vorwürfe zurück und erklärte, dass Mohamed das Amt des Premierministers gewaltsam an sich reißen wolle. Zuvor war Roble mit der Organisation der Präsidentenwahl beauftragt worden. Mohameds Amtszeit war bereits im Februar 2021 abgelaufen, die Organisation neuer Wahlen wurde aber von Mohamed verschleppt. Erst nach gewaltsamen Protesten im April 2021 hatte er sich dazu bereit erklärt, auf eine einseitige Verlängerung seiner Amtszeit um zwei Jahre zu verzichten und stattdessen der Abhaltung einer Wahl nicht mehr im Weg zu stehen.